# أحب الرقص (فلم)
أحب الرقص فيلم مصري تم إنتاجه عام 1948، من تأليف وإخراج حسن حلمي و بطولة محمد أمين وتحية كاريوكا.

## فريق العمل
إخراج وتأليف: حسن حلمي
إنتاج: أفلام محمد أمين
طاقم العمل:
- محمد أمين
- تحية كاريوكا
- حسن فايق
- عبد الفتاح القصري

## روابط خارجية
- مقالات تستعمل روابط فنية بلا صلة مع ويكي بيانات